# カリフォルニア共和国

カリフォルニア共和国
California Republic

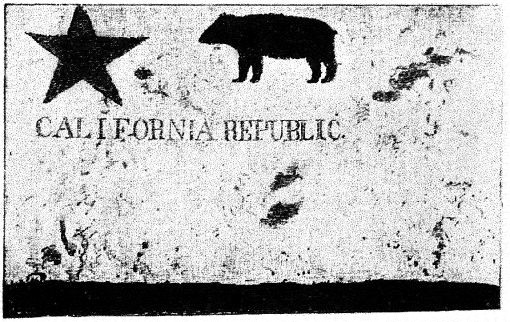
カリフォルニア共和国の国旗(実物)

カリフォルニア共和国（カリフォルニアきょうわこく、英語: California Republic）は、米墨戦争の最中にメキシコ合衆国領アルタ・カリフォルニアから分離独立し、ごく短期間（1846年6月14日 - 同年7月9日）存在した共和国。戦後この地域はメキシコからアメリカ合衆国に割譲されたため、国家は吸収されて消滅した。首都はソノマに置かれた。初代大統領ウィリアム・B・アイドが最初で最後の大統領である。
現在、カリフォルニア州の旗にその名残がある。
同様に北アメリカ大陸上で吸収され消滅した国で、テキサス共和国（アメリカ合衆国に併合）、リオグランデ共和国（メキシコ合衆国に併合）がある。